# Phacelurus
Phacelurus là một chi thực vật có hoa trong họ Hòa thảo (Poaceae).

## Loài
Chi Phacelurus gồm các loài: